# The Black Keys
The Black Keys är ett amerikanskt bluesrockband från Akron, Ohio, bildat 2001 och bestående av Dan Auerbach och Patrick Carney.

## Historia
Black Keys bildades av Dan Auerbach (gitarr och sång) och Patrick Carney (trummor) i Akron, Ohio. De var inte bästa vänner från början men märkte att de båda gillade samma musik. Främst David "junior" Kimbrough, som man hör med hans låtar, är en artist de efterliknar. De albumdebuterade 2002 med The Big Come Up, utgivet på Alive Records.
Deras råa, garageinfluerade bluesrock samt banduppsättningen, med en trummis och en gitarrist/sångare, gjorde att de inledningsvis ofta kom att jämföras med The White Stripes, som slog igenom strax före Black Keys debuterade. Ytterligare ett kännetecken för gruppen blev deras förkärlek för enkla inspelningsmetoder. Deras andra album, Thickfreakness från 2003, spelades till största delen in på 14 timmar under enkla förhållanden i Carneys källare.
Deras tredje album Rubber Factory gavs ut 2004, liksom föregångaren på Fat Possum Records. Inför deras fjärde album, Magic Potion från 2006, bytte de skivbolag till Nonesuch. The Black Keys cover på "The Wicked Messenger" fanns 2007 med på soundtracket till I'm Not There. Nästa album gavs ut 2008, med titeln Attack & Release. Det producerades av Danger Mouse, efter att deras tidigare album varit producerade av Carney, och var från början tänkt att bli ett samarbete med soullegendaren Ike Turner, något som dock omöjliggjordes av dennes bortgång i december 2007.
Auerbach gav i början av 2009 ut soloalbumet Keep It Hid. Carney bildade i samband med detta bandet Drummer. Ett samarbete mellan The Black Keys och flera olika hiphopartister, som Mos Def, RZA och Nicole Wray, resulterade i albumet Blakroc som gavs ut i november 2009. Black Keys sjätte album, Brothers, släpptes 2010. Det belönades med tre Grammys, bland annat för bästa alternativa musikalbum, och blev av tidskriften Rolling Stone utnämnt till det näst bästa albumet 2010.
I december 2011 gavs The Black Keys sjunde studioalbum, El Camino, ut. Åter igen anlitade de Danger Mouse som producent. Albumet blev mycket väl mottaget både av musikkritiker och skivpubliken. Det innehöll låten "Lonely Boy" som kom att bli en av duons största hitsinglar. 2014 gavs albumet Turn Blue ut, sedan dröjde det fem år innan de 2019 återkom med albumet Let's Rock.

## Diskografi

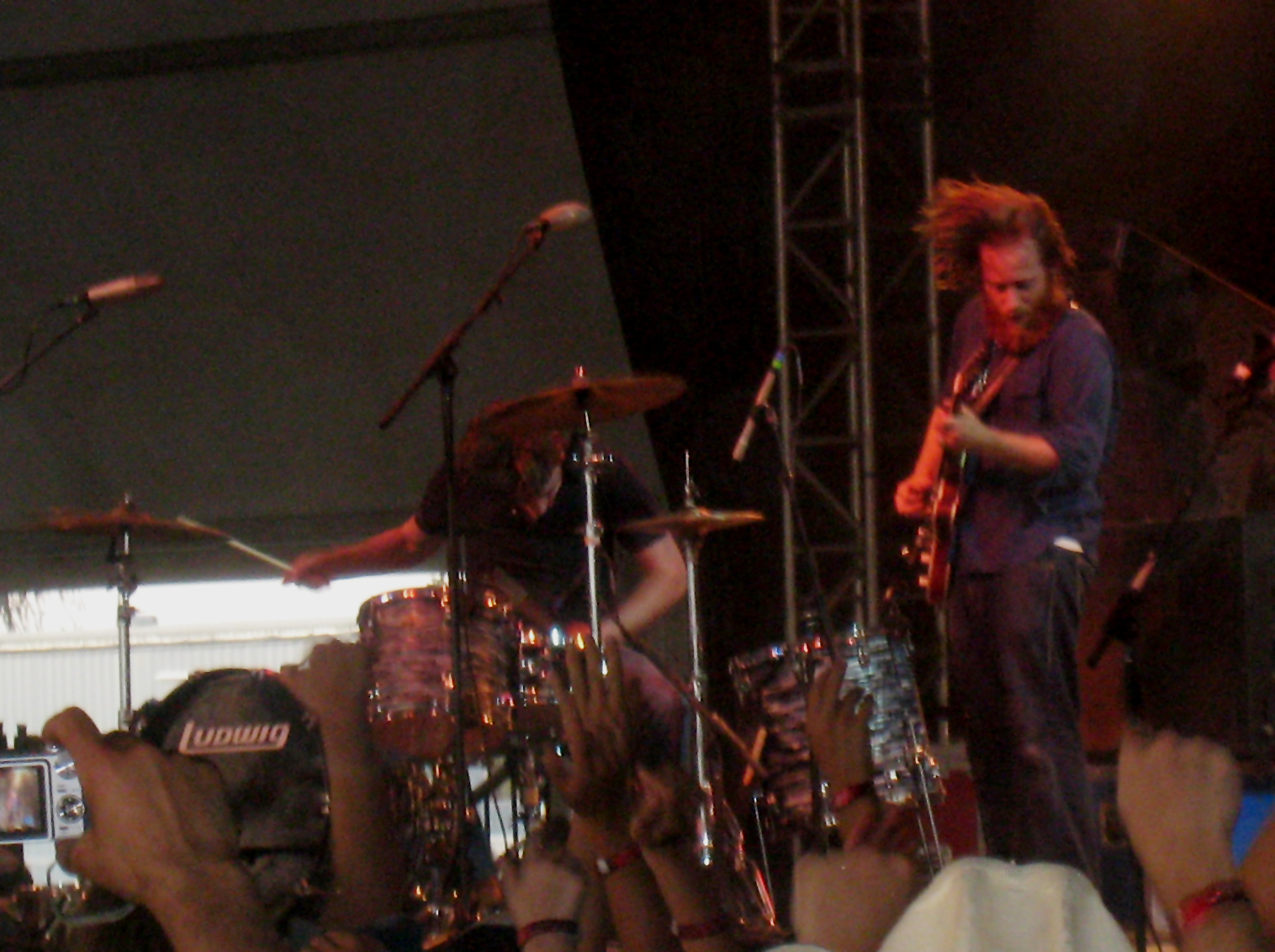
The Black Keys på Bonnaroo 2007.

### Album
- 2002 – The Big Come Up (Alive Records)
- 2003 – Thickfreakness (Fat Possum Records)
- 2004 – Rubber Factory (Fat Possum Records)
- 2006 – Magic Potion (Nonesuch Records)
- 2008 – Attack & Release (Nonesuch Records)
- 2009 – Blakroc (V2 Records)
- 2010 – Brothers (Nonesuch Records)
- 2011 – El Camino (Nonesuch Records)
- 2014 – Turn Blue (Nonesuch Records)
- 2019 – Let's Rock (Nonesuch Records)
- 2021 – Delta Kream (Easy Eye Sound)
- 2022 – Dropout Boogie
- 2024 – Ohio Players

### EP
- 2004 – The Moan (Alive Records)
- 2006 – Chulahoma (Fat Possum Records)

### Låtar
- "Ohio" (2011)